# Arp Schnitger

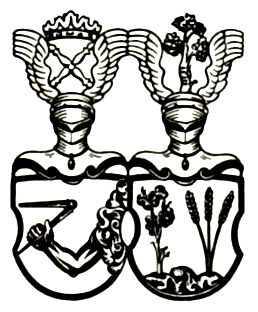
A sinistra, lo stemma di Arp Schnitger, caratterizzato dal compasso da organaro; a destra, lo stemma di sua moglie.

Arp Schnitger (Schmalenfleth, 2 luglio 1648 – Neuenfelde, sepolto il 28 luglio 1719) è stato un organaro tedesco.

## Biografia
Nato nel 1648, Arp Schnitger discendeva da una famiglia di falegnami originaria di Schmalenfleth, nella Germania del nord. Il padre di Arp aveva effettuato piccole riparazioni agli organi delle chiese vicine. A 18 anni Arp si recò a Glückstadt, dove passò cinque anni presso un suo parente, tale Berendt Huss, lavorando come apprendista organaro. Questo periodo di apprendistato fu caratterizzato dalla costruzione, a partire dal 1673, dell'organo della chiesa di San Wilhadi a Stade: il lavoro, iniziato da Huss, dovette essere interrotto dalla morte di quest'ultimo, e fu completato da Arp Schnitger. Dopo la morte di Huss, Schnitger proseguì dal 1677 al 1682 la sua attività a Stade.
La reputazione di Arp Schnitger come artigiano iniziò a diffondersi in tutta la regione, raggiungendo ben presto Brema, Verden e Amburgo, città nella quale si trasferì nel 1682. La sua prima commissione in questa città consistette nella realizzazione dell'organo per la chiesa di San Nicola, dove realizzò uno strumento da 67 registri, quattro manuali, pedaliera e più di 4.000 canne. Questo strumento, purtroppo, andò completamente distrutto nel grande incendio di Amburgo del 1842. L'organo della chiesa di San Giacomo, costruito da Schnitger nel 1693, invece, è sopravvissuto fino al XXI secolo. Nel 1699 Arp ricevette il titolo di costruttore ufficiale per i ducati di Oldenburg e Delmenhorst.
Gli strumenti costruiti da Arp Schnitger vennero largamente lodati per le loro qualità, al punto da ricevere complimenti anche da Dietrich Buxtehude, Johann Sebastian Bach e Georg Friedrich Händel. I suoi organi sono presenti, oltre che in Germania e nei Paesi Bassi, anche in Portogallo e in Brasile, terra dove, nel 1747, il re Giovanni V del Portogallo inviò un suo strumento.
Arp Schnitger sposò Gertrud Otte, dalla quale ebbe sei figli. Tuttavia solo due, Franz Caspar Schnitger e Johann Georg Schnitger, giunsero all'età adulta e continuarono la professione paterna. Morì nel 1719 e venne sepolto nella chiesa parrocchiale di Neuenfelde, dove, nel 1971, venne ritrovata la lapide della sua tomba.

## Opere
Di seguito, i principali lavori di Arp Schnitger:
| Anno            | Città                      | Chiesa                    | Immagine | Manuali  | Registri | Realizzati da Arp Schitger                                                                                | Annotazioni                        |
| --------------- | -------------------------- | ------------------------- | -------- | -------- | -------- | --- | ---------------------------------- |
| 1668-75/88      | Stade (D)                  | Santi Cosma e Damiano     |          | III/P    | 42       | Cassa, prospetto, 35 registri (8 parzialmente).                                                           | Vedi la pagina di approfondimento. |
| 1677-79         | Bülkau (D)                 | San Giovanni Battista     |          | I        | 10       | Cassa e prospetto; oggi II/P/22.                                                                          |                                    |
| 1678            | Stade (D)                  | San Wilhadi               |          | III/P    | 46       | Arp Schnitger termina il lavoro iniziato da suo zio Berendt Huss.                                         | Vedi la pagina di approfondimento. |
| 1678-79/1709    | Jork (D)                   | San Mattia                |          | III/P    | 35       | Cassa e prospetto; oggi II/P/22.                                                                          |                                    |
| 1680            | Cappel (D)                 | San Pietro e Paolo        |          | II/P     | 30       | Cassa, prospetto, quasi tutti i registri; altri dieci vecchi vennero riutilizzati da Schnitger.           | Vedi la pagina di approfondimento. |
| 1678-82         | Oederquart (D)             | San Giovanni              |          | III/p    | 28       | Cassa e prospetto, oggi II/P/17.                                                                          |                                    |
| 1682-83         | Lüdingworth (D)            | San Giacomo               |          | III/P    | 35       | Cassa, prospetto e quattordici registri (completi o parzialmente); molte canne preesistenti riutilizzate. | Vedi la pagina di approfondimento. |
| 1684            | Elmshorn (D)               | San Nicola                |          | II/P     | 23       | Cassa; oggi III/P/33.                                                                                     |                                    |
| 1686            | Bergstedt (D)              | Chiesa Evangelica         |          | I        | 8        | Cassa, due o tre registri.                                                                                |                                    |
| 1687            | Blankenhagen (D)           | Parrocchiale              |          | II/p     | 12       | Cassa, quattro o cinque registri.                                                                         |                                    |
| 1687            | Steinkirchen (D)           | Santi Nicola e Martino    |          | II/P     | 28       | Cassa, prospetto e tredici registri, altri otto parzialmente.                                             | Vedi la pagina di approfondimento. |
| 1683-88         | Neuenfelde (D)             | San Pancrazio             |          | II/P     | 34       | Cassa, prospetto e diciotto registri.                                                                     | Vedi la pagina di approfondimento. |
| 1688            | Mittelnkirchen (D)         | San Bartolomeo            |          | II/p     | 22       | Sei o otto registri, oggi II/P/32.                                                                        | Vedi la pagina di approfondimento. |
| 1688-90         | Hollern (D)                | San Maurizio              |          | II/P     | 24       | Cassa, prospetto e tredici registri (completi o parzialamente).                                           | Vedi la pagina di approfondimento. |
| 1686-88/1691-92 | Norden (D)                 | San Ludgeri               |          | III/P    | 46       | Cassa, tredici registri, altri otto preesistenti riutilizzati.                                            | Vedi la pagina di approfondimento. |
| 1691-92         | Groningen (NL)             | San Martino               |          | III/P    | 53       | Cassa del pedale, prospetto, sei registri, altri riutilizzati; oggi III/P/52.                             | Vedi la pagina di approfondimento. |
| 1689-93         | Amburgo (D)                | San Giacomo               |          | IV/P     | 60       | Quarantatré registri, alcuni riutilizzati.                                                                | Vedi la pagina di approfondimento. |
| 1693            | Groningen (NL)             | Pelstergasthuiskerk       |          | II/p     | 20       | Cassa, due registri, sette parzialmente.                                                                  |                                    |
| 1693            | Eutin (D)                  | Castello                  |          | I        | 9        | Cassa. |                                    |
| 1693-94         | Grasberg (D)               | Chiesa Luterana           |          | II/P     | 21       | Cassa e quattordici registri.                                                                             | Vedi la pagina di approfondimento. |
| 1695-96         | Noordbroek (NL)            | Hervormde Kerk            |          | II/P     | 20       | Cassa, dieci o undici registri; oggi II/P/24.                                                             |                                    |
| 1695-96         | Harkstede (NL)             | Hervormde Kerk            |          | I        | 7        | Cassa, prospetto, cinque registri; oggi I/P/9.                                                            |                                    |
| 1694-97         | Groningen (NL)             | Der Aa-Kerk               |          | IV/P     | 40       | Nuovo. | Distrutto da un crollo nel 1710.   |
| 1696-97         | Peize (NL)                 | Hervormde Kerk            |          | II/P     | 22       | Cassa, prospetto, quattro o sei registri, alcune vecchie canne riutilizzate.                              |                                    |
| 1697-98         | Strückhausen (D)           | San Giovanni              |          | II/p     | 12       | Cassa dell'hauptwerk, due registri; oggi II/P/15.                                                         |                                    |
| 1697-98         | Dedesdorf (D)              | San Lorenzo               |          | II/p     | 12       | Cassa, dieci registri; oggi II/P/18.                                                                      |                                    |
| 1697-98         | Golzwarden (D)             | San Bartolomeo            |          | II/P     | 20       | Cassa; oggi II/P/22.                                                                                      |                                    |
| 1699            | Nieuw-Scheemda (NL)        | Hervormde Kerk            |          | I/p      | 8        | Cassa, quattro o sei registri.                                                                            |                                    |
| 1696-99         | Mensingeweer (NL)          | Hervormde Kerk            |          | I        | 9        | Cassa, prospetto, sei registri.                                                                           |                                    |
| 1699            | Ganderkesee (D)            | Santi Cipriano e Cornelio |          | II/p     | 16       | Cassa, prospetto, nove registri; oggi II/P/22.                                                            | Vedi la pagina di approfondimento. |
| 1700-01         | Uithuizen (NL)             | Hervormde Kerk            |          | II/P     | 28       | Cassa, diciannove registri, altri sei riutilizzati.                                                       |                                    |
| 1701            | Maia (P)                   | San Salvatore             |          | II       | 12       | Cassa, undici registri.                                                                                   |                                    |
| 1701            | Mariana (BR)               | Cattedrale                |          | II/p     | 18       | Cassa, prospetto, quattordici registri, forse in collaborazione con Heinrich Hullenkampf.                 |                                    |
| 1699-1702       | Clausthal-Zellerfeld (D)   | San Salvatore             |          | III/P    | 55       | Cassa; oggi II/P/29.                                                                                      |                                    |
| 1700-02         | Groningen (NL)             | Der Aa-kerk               |          | III/P    | 32       | Cassa, prospetto e tredici registri, altri dieci preesistenti riutilizzati; oggi III/P/40.                |                                    |
| 1702            | Estebrügge (D)             | San Martino               |          | II/P     | 34       | Cassa. |                                    |
| 1704            | Eenum (NL)                 | Hervormde Kerk            |          | I        | 10       | Cassa, prospetto, quattro o sei registri; oggi I/P/10.                                                    |                                    |
| 1704            | Godlinze (NL)              | Hervormde Kerk            |          | II/p (?) | 16       | Cassa, prospetto, otto o nove registri; oggi I/P/12.                                                      |                                    |
| 1705            | Accum (D)                  | San Willehad              |          | II/p     | 14       | Cassa. |                                    |
| 1707-08         | Lenzen (D)                 | Santa Caterina            |          | II/P     | 27       | Cassa parzialmente, due o tre registri.                                                                   |                                    |
| 1707-08         | Ochsenwerder (Amburgo) (D) | San Pancrazio             |          | II/P     | 30       | Cassa, prospetto, cinque o undici registri; oggi II/P/24.                                                 |                                    |
| 1707-09         | Brema (D)                  | San Martino               |          | III/P    | 33       | Rifacimento dell'organo seicentesco di Christian Bockelmann, distrutto nel 1944.                          | Vedi la pagina di approfondimento. |
| 1707-09         | Flensburg (D)              | San Nicola                |          | III/P    | 42       | Rifacimento dell'organo seicentesco di Nikolaus Maaß, sostituito nel 1922 da Wilhelm Sauer.               |                                    |
| 1709-10         | Weener (D)                 | San Giorgio               |          | II/p     | 22       | Cassa, sei registri; oggi II/P/29.                                                                        | Vedi la pagina di approfondimento. |
| 1710-11         | Pellworm (D)               | San Salvatore             |          | II/P     | 24       | Cassa, undici registri.                                                                                   | Vedi la pagina di approfondimento. |
| 1710-11         | Sneek (NL)                 | San Martino               |          | III/P    | 36       | Cassa, prospetto, dieci registri.                                                                         |                                    |
| 1711            | Ferwert (NL)               | Hervormde Kerk            |          | II/P     | 26       | Cinque registri.                                                                                          |                                    |
| 1710-13         | Abbehausen (D)             | San Lorenzo               |          | II/P     | 24       | Cassa, prospetto, due registri.                                                                           |                                    |
| 1714-16         | Rendsburg (D)              | Chiesa del Cristo         |          | II/P     | 29       | Cassa, quattro registri; oggi IV/P/51.                                                                    |                                    |
| 1715-16         | Faro (P)                   | Cattedrale                |          | II       | 22       | Forse in collaborazione con Heinrich Hullenkampf.                                                         |                                    |
| 1715-19         | Itzehoe (D)                | San Lorenzo               |          | IV/P     | 43       | Cassa, prospetto; oggi IV/P/58.                                                                           |                                    |
| 1719-21         | Zwolle (NL)                | San Michele               |          | IV/P     | 64       | Cassa, quasi tutti i registri; ultimato dai figli Franz Caspar Schnitger e Johann Georg Schnitger.        | Vedi la pagina di approfondimento. |